# Duchailluia anthracina
Duchailluia anthracina är en kackerlacksart som först beskrevs av Gerstaecker 1883.  Duchailluia anthracina ingår i släktet Duchailluia och familjen storkackerlackor.
Artens utbredningsområde är Kamerun. Inga underarter finns listade i Catalogue of Life.